# Бекеш (герб)
Бекеш (пол. Bekesz, Bekiesz, Korniath) — польский дворянский герб.

## Описание
В  буром поле лапа орлиная; в правом верхнем углу щита золотой полумесяц рогами вправо, а в левом, нижнем, золотая восьмиконечная звезда.
В навершии шлема три страусовые пера. Герб Бекеш (употребляют: Мрочкевичи) внесен в Часть 1 Гербовника дворянских родов Царства Польского, стр. 48.
На гербе ошибка нарисована шести конечная звезда, должна быть восьмиконечная. об ошибке сообщил Бекеш. А.Д

## Герб используют
Мрочкевичи: Происходят от Станислава Мрочкевича, которому Король Польский Станислав Август, в награду заслуг оказанных государству и Монарху, грамотою в 1775 году пожаловал потомственное дворянство вместе с вышеописанным гербом.